# 舟橋孝之
舟橋 孝之（ふなはし たかゆき、1964年4月3日 - ）は、日本の実業家。株式会社インソース創業者で、同社代表取締役社長。

## 人物・来歴
大阪府出身。1988年神戸大学経営学部商学科卒業（流通システム論専攻）。ゼミナールの先輩の紹介で同年三和銀行（現三菱UFJ銀行）に入行し、システムエンジニアとなった。2001年プラザクリエイト新規事業開発部長。2002年インソース設立、代表取締役。2015年インソース代表取締役執行役員社長。インターネットや人工知能などの情報技術を利用した研修事業の展開を進め、2017年には東京証券取引所一部に上場を果たした。

## 著書
- 『クレーム対応の基本が面白いほど身につく本 : 知りたいことがすぐわかる : 応対者の誠意こもる第一声から詫び状の書き方まで』中経出版 2007年
- 『営業のプロが新人のために書いた営業の本 : 入社3年目までに読む』明日香出版社 2008年
- 『やり過ぎぐらいでちょうどいい!印象に残るビジネスマナー+α』明日香出版社 2011年
- 『クレーム対応の基本がしっかり身につく本 : 対応のイロハからお詫びメールの書き方まで押さえておきたいポイント34 : ポイント図解』中経出版 2011年
- 『内気でも活躍できる営業の基本 : 研修会社インソース新卒3年目・中島が伝える営業の頑張り方』マーブルトロン 2011年
- 『クレーム対応の基本がしっかり身につく本 : ポイント図解 : 対応のイロハからお詫びメールの書き方まで押さえておきたいポイント33』KADOKAWA 2018年